# 近衛尚嗣
近衛 尚嗣（このえ ひさつぐ、旧字体：近󠄁衞 尙嗣）は、江戸時代前期の公卿。近衞家20代当主。

## 経歴
関白・近衛信尋の子。官位は従一位・関白。
法号は大元。「尚」の字は室町幕府9代将軍・足利義尚から偏諱を受けた近衛尚通からとったもの。

## 官歴
- 寛永10年（1633年） - 権中納言
- 寛永17年（1640年） - 内大臣
- 寛永19年（1642年） - 右大臣
- 正保4年（1647年） - 左大臣
- 慶安元年（1648年） - 従一位
- 慶安4年（1651年） - 関白
- 慶安6年（1653年） - 出家

## 家族・親族
- 正室：女二宮（1625-1651） - 後水尾天皇第三皇女
  - 女子：好君（1641-1676） - 伏見宮貞致親王妃
- 妻：瑤林院 - 家女房
  - 男子：近衛基熈（1648-1722）

## 系譜
後陽成天皇の男系二世子孫である。後陽成天皇の第四皇子で近衛家を継いだ近衛信尋の子。

詳細は皇別摂家#系図も参照のこと。